# Ilan Jourdren
Pour les articles homonymes, voir Jourdren.
Ilan Jourdren, né le 17 juillet 2008 à Montpellier (Hérault), est un footballeur français qui évolue au poste de gardien de but au RC Lens.
Il est le fils de Geoffrey Jourdren, ancien gardien du Montpellier HSC.

## Biographie
Né à Montpellier, Ilan Jourdren est le fils de Geoffrey Jourdren, ancien gardien du Montpellier HSC, grand artisan du titre en 2012.

### Carrière en club
Initialement formé au Montpellier HSC, Ilan Jourdren rejoint le RC Lens en février 2025, où il signe un contrat le liant au club jusqu'en 2029.
Lors de sa première demi-saison avec les nordistes, il commence à figurer dans le groupe professionnel qui joue en Ligue 1, étant sur la feuille de match pour un déplacement à Toulouse en mai 2025.

### En sélections nationales
Jourdren est appelé avec l'équipe de France des moins de 16 ans dès 2023. En 2024, il remporte le prix du meilleur gardien au tournoi de Montaigu,.
En 2024, il intègre l'équipe de France U17. Il participe aux qualifications puis à la phase finale du Championnat d'Europe des moins de 17 ans 2025 en Albanie,. Avec Jourdren titulaire dans les cages, la France atteint la finale de la compétition après sa victoire en demi face à la Belgique (3-2),.

## Palmarès

### En sélection
France -17 ans
- Championnat d'Europe
  -  Finaliste en 2025.